# Isaquias Queiroz
Isaquias Guimarães Queiroz, abans dit Isaquias Queiroz dos Santos (Ubaitaba, Bahia; 3 de gener de 1994) és un piragüista brasiler que competeix en la modalitat d'aigües tranquil·les.

## Carrera esportiva
Queiroz ha participat en 3 Olimpíades (2016 a 2024), guanyant-ne 5 medalles en total. És el segon brasiler més condecorat de tots els temps en qualsevol esport als Jocs Olímpics, darrera la gimnasta Rebeca Andrade (amb 6) i empatat amb els regatistes Robert Scheidt i Torben Grael. Als Jocs Olímpics de Rio de Janeiro (2016) va esdevenir el primer esportista brasiler de la història en aconseguir 3 medalles en una mateixa edició de les Olimpíades (fita superada també per Rebeca Andrade, amb 4 metalls a París 2024). El seu rendiment a Rio va ser reconegut pel Comitè Olímpic Brasiler nomenant-lo per ser el portabandera de la delegació en la cerimònia de clausura. En la cerimònia d'obertura de París 2024, va tornar a ser el banderer brasiler, acompanyat per la jugadora de rugbi a 7 Raquel Kochhann.
A més, ha guanyat 16 medalles (9 d'or) en els Campionats del món de piragüisme en aigues tranquil·les, sent el primer brasiler en guanyar una medalla en aquesta competició. També ha aconseguit 5 medalles (3 d'or) en els Jocs Panamericans.

## Vida familiar
La seva infància es va desenvolupar en un poble de l'Estat de Bahia, caracteritzat per la rutina diària de les canoes. D'una família monomarental i amb 9 germans, va patir diversos accidents que li van estar a punt de costar la vida, fins i tot amb la pèrdua d'un ronyó quan només tenia 10 anys. Per aquest motiu, va guanyar el malnom Sem Rim ("sense ronyó").
Està casat amb Laina Guimarães, amb qui té dos fills. Va batejar el primogènit amb el nom del seu màxim rival, l'alemany Sebastian Brendel. Al contrari del que mana la tradició lusobrasilera, va ser ell —enlloc de l'esposa—qui va adoptar el cognom del cònjuge.

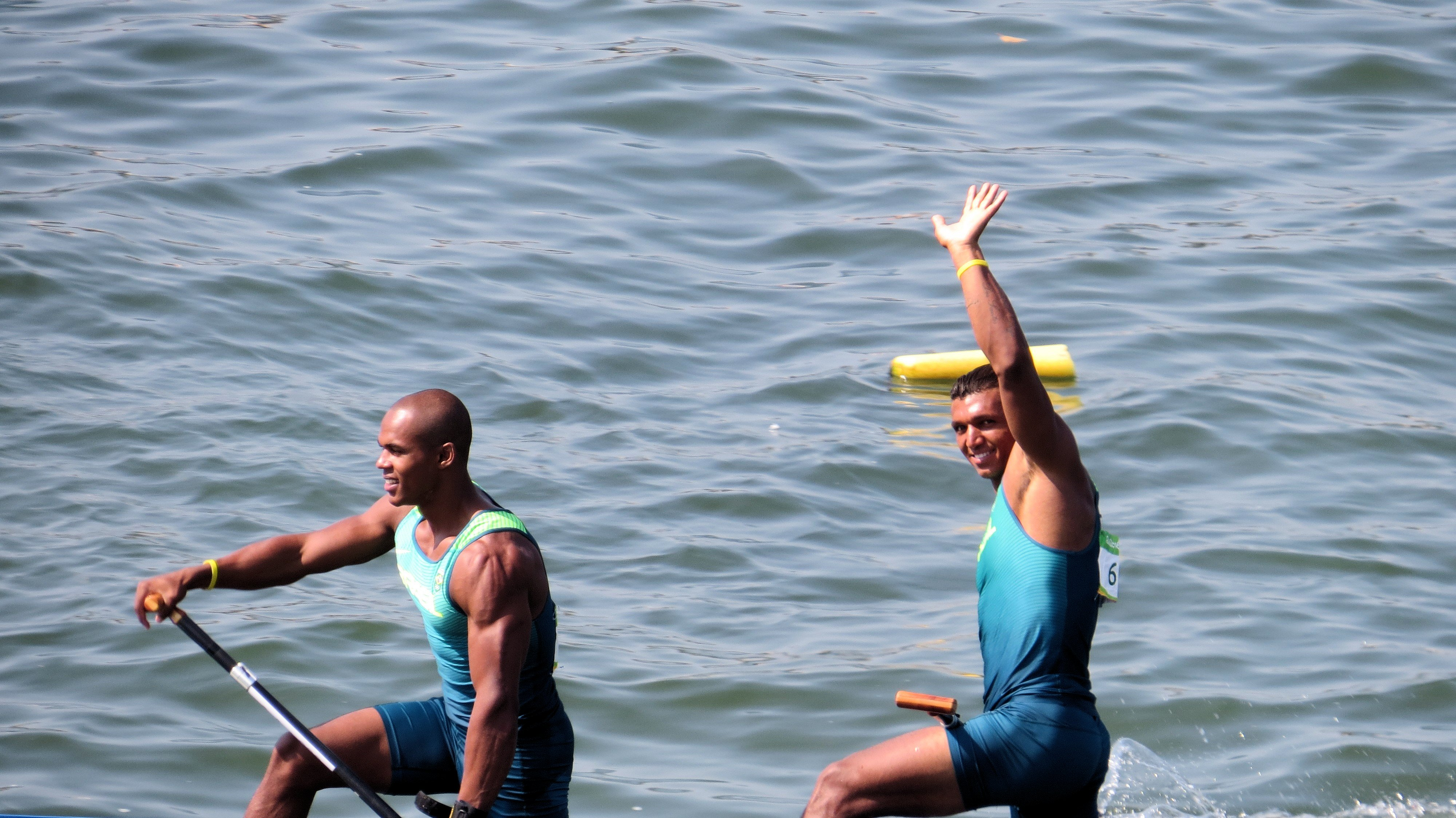
A Rio 2016, amb el seu company de C2, Erlon Silva.

## Trajectòria professional
| Jocs Olímpics     | Jocs Olímpics  | Jocs Olímpics | Jocs Olímpics |
| Any               | Seu            | Posició       | Categoria     |
| ----------------- | -------------- | ------------- | ------------- |
| 2016              | Rio de Janeiro | 3             | C-1 200m      |
| 2016              | Rio de Janeiro | 2             | C-1 1000m     |
| 2016              | Rio de Janeiro | 2             | C-2 1000m     |
| 2020              | Tòquio         | 1             | C-1 1000m     |
| 2020              | Tòquio         | 4a posició    | C-2 1000m     |
| 2024              | París          | 8a posició    | C-2 500m      |
| 2024              | París          | 2             | C-1 1000m     |
| Campionat del Món |                |               |               |
| 2013              | Duisburg       | 1             | C-1 500m      |
| 2013              | Duisburg       | 3             | C-1 1000m     |
| 2014              | Moscou         | Final (DNF)   | C-1 1000m     |
| 2014              | Moscou         | 1             | C-1 500m      |
| 2014              | Moscou         | 3             | C-2 200m      |
| 2015              | Milà           | 3             | C-1 200m      |
| 2015              | Milà           | 1             | C-2 1000m     |
| 2017              | Racice         | 3             | C-1 1000m     |
| 2017              | Racice         | 4a posició    | C-2 1000m     |
| 2018              | Montemor       | 1             | C-1 500m      |
| 2018              | Montemor       | 1             | C-2 500m      |
| 2018              | Montemor       | 3             | C-1 1000m     |
| 2019              | Szeged         | 1             | C-1 1000m     |
| 2019              | Szeged         | 3             | C-2 1000m     |
| 2022              | Dartmouth      | 1             | C-1 500m      |
| 2022              | Dartmouth      | 2             | C-1 1000m     |
| 2023              | Duisburg       | 17a posició   | C-2 500m      |
| 2023              | Duisburg       | 6a posició    | C-1 1000m     |
| 2024              | Szeged         | 1             | C-1 500m      |
| 2024              | Szeged         | 1             | C-1 1000m     |
| Jocs Panamericans |                |               |               |
| 2015              | Toronto        | 1             | C-1 200m      |
| 2015              | Toronto        | 1             | C-1 1000m     |
| 2015              | Toronto        | 2             | C-2 1000m     |
| 2019              | Lima           | 1             | C-1 1000m     |
| 2023              | Santiago       | 2             | C-1 1000m     |

## Reconeixements
El Comitè Olímpic del Brasil ha atorgat en 4 ocasions el Premi Brasil Olímpic al piragüista bahià (2015, 2016, 2018 i 2021), sent l'esportista masculí més guardonat.